# 扎爾馬人
扎爾馬人（Zarma people）主要分佈在尼日最西方的一個民族。他們在奈及利亞和貝南的鄰近地區也有大量存在，在布吉納法索、象牙海岸、加納、多哥和蘇丹也有少量存在。

## 人口統計與語言
截至2013年，扎爾馬人的總人口估計普遍超過300萬，但情況有所不同。他們構成了幾個較小的民族亞群，他們要麼是桑海帝國之前的土著，並已同化為扎爾馬人，要麼就是扎爾馬人。
札爾馬語是桑海語族之一，尼羅-撒哈拉語系的一個分支。